# Parexarnis ignipeta
Parexarnis ignipeta är en fjärilsart som beskrevs av Charles Oberthür 1876. Parexarnis ignipeta ingår i släktet Parexarnis och familjen nattflyn. Inga underarter finns listade i Catalogue of Life.